# Meridiano 160 este
El meridiano 160 este es una línea de longitud que se extiende desde el Polo Norte atravesando el Océano Ártico, Asia, el Océano Pacífico, el Océano Antártico y la Antártida hasta el Polo Sur.
El meridiano 160 este forma un gran círculo con el meridiano 20 oeste.

## De Polo a Polo
Comenzando en el Polo Norte y dirigiéndose hacia el Polo Sur, el meridiano atraviesa:
| Coordenadas                        | País, territorio o mar  | Notas |
| ---------------------------------- | ----------------------- | --- |
| 90°0′N 160°0′E / 90.000, 160.000   | Océano Ártico           | Mar de Chukotka |
| 76°20′N 160°0′E / 76.333, 160.000  | Mar de Siberia Oriental | |
| 70°26′N 160°0′E / 70.433, 160.000  | Rusia                   | |
| 70°9′N 160°0′E / 70.150, 160.000   | Mar de Siberia Oriental | |
| 69°45′N 160°0′E / 69.750, 160.000  | Rusia                   | |
| 61°47′N 160°0′E / 61.783, 160.000  | Mar de Ojotsk           | Golfo de Shélijov |
| 61°22′N 160°0′E / 61.367, 160.000  | Rusia                   | |
| 60°57′N 160°0′E / 60.950, 160.000  | Mar de Ojotsk           | Golfo de Shélijov |
| 59°11′N 160°0′E / 59.183, 160.000  | Rusia                   | Península de Kamchatka |
| 54°7′N 160°0′E / 54.117, 160.000   | Océano Pacífico         | |
| 53°15′N 160°0′E / 53.250, 160.000  | Rusia                   | Península de Kamchatka |
| 53°6′N 160°0′E / 53.100, 160.000   | Océano Pacífico         | Pasando el este del atolón de Mokil, Micronesia (en 6°42′N 159°46′E / 6.700, 159.767) · Pasando al este de la Isla de Santa Isabel, Islas Salomón (en 8°33′S 159°54′E / -8.550, 159.900) |
| 8°53′S 160°0′E / -8.883, 160.000   | Islas Salomón           | Islas Florida |
| 8°55′S 160°0′E / -8.917, 160.000   | Estrecho de Savo        | |
| 9°25′S 160°0′E / -9.417, 160.000   | Islas Salomón           | Isla de Guadalcanal |
| 9°49′S 160°0′E / -9.817, 160.000   | Mar de Salomón          | |
| 11°28′S 160°0′E / -11.467, 160.000 | Islas Salomón           | Isla de Rennell |
| 11°35′S 160°0′E / -11.583, 160.000 | Mar del Coral           | |
| 29°9′S 160°0′E / -29.150, 160.000  | Océano Pacífico         | |
| 60°0′S 160°0′E / -60.000, 160.000  | Océano Antártico        | |
| 69°44′S 160°0′E / -69.733, 160.000 | Antártida               | Límite entre el Territorio Antártico Australiano y la Dependencia Ross |